# Castello di Berengario I
Il Castello di Berengario I, chiamato anche castello vecchio, era un edificio che sorgeva vicino al vecchio palazzo di Teodorico il Grande. L'edificio, ora scomparso doveva trovarsi vicino all'attuale Duomo di Monza.

## Storia
Berengario I, incoronato a Pavia re d'Italia nell'888, decise nel 903 di stabilire a Monza la sua corte richiamandosi alle tradizioni regali di Teodolinda e dei re Carolingi.
Divenuto imperatore del Sacro Romano Impero nel 915, fece costruire nel 919 un castello fortificato le cui mura inglobavano la Chiesa di San Giovanni. Questo edificio, che fu poi denominato il "castello vecchio", sembra si trovasse vicino o unito al palazzo di Teodorico. La fortezza era circondata da un fossato e da un muraglione protettivo. Si trattava di un complesso molto vasto con due porte di accesso la principale, chiamata "carnaia", si trovava all'angolo dell'attuale via Lambro con via Napoleone, la seconda presso il ponte d'Arena.